# Jason George
Jason Winston George (né le 9 février 1972, Virginia Beach, Virginie) est un acteur et modèle afro-américain.
Il est principalement connu, à la télévision, à travers plusieurs rôles récurrents : il est révélé par celui de Michael Bourne dans le soap-opera Sunset Beach de NBC, vient ensuite J.T. Hunter dans la sitcom Eve sur le réseau UPN.
Depuis, il concentre sa carrière à la télévision, ou il enchaîne les contrats participant à de nombreuses séries éphémères : comme le soap Titans, les comédies Sexe et Dépendances, What About Brian et Eli Stone, la série d’action Off the Map : Urgences au bout du monde et la dramatique Mistresses.
Il s’installe durablement dans le paysage télévisuel et connaît le succès dans le rôle du Dr Ben Warren dans le drame médical à succès Grey's Anatomy sur ABC. À partir de 2018, son personnage devient l’un des héros de la série dérivée Station 19.

## Biographie

### Enfance et formation
Sa mère était professeur et présidente de l'association Éducation Association of Norfolk. Il a un petit frère, Jarvis W. George, qui est aussi acteur ainsi qu'un grand frère. Jason George étudie à l'université de Virginie jusqu'en 1994. Il en sort major en Rhetoric et Communication Studies et Drama.
Dans un premier temps, il envisage d'être avocat avant de décider de devenir acteur. C'est un danseur qualifié qui a reçu des formations de combats et de chorégraphe. Il sait également jongler, apprécie le football et la piste.

### Carrière

#### Fin des années 1990 et années 2000
Révélation à la télévision - seconds rôles et perte de vitesse :
En 1996, George participe au casting pour devenir le garde du corps, Michael Bourne, dans le soap opera Sunset Beach. Il l'interprète durant toute la durée du feuilleton de 1997 à 1999. Ce feuilleton télévisé américain rencontre le succès et lui permet d'être nommé pour le Daytime Emmy Award du meilleur jeune acteur dans une série télévisée dramatique. Au cinéma, l'acteur doit cependant se contenter de rôles mineurs dans des petites productions ou seulement un rôle de figurant dans le thriller fantastique Le Témoin du mal.
L'acteur multiplie ensuite les apparitions dans les séries (Moesha, Roswell, Arliss, Girlfriends).
En 2000, Aaron Spelling le contacte pour qu'il participe à son nouveau soap opera, Titans puis à Off Centre, appartement 6D / Sexe et Dépendances. Mais ces deux programmes sont rapidement annulés, fautes d'audiences.
Après ces deux échecs, il continue d'intervenir, activement, à la télévision (Jeremiah, Half and Half, Abby, Spy Girls et Boomtown), puis, il rejoint la sitcom Eve, dans laquelle il interprète J.T. Hunter et partage la vedette aux côtés de la chanteuse Eve. Cette série comique dure trois saisons et lui permet de ne pas se faire oublier.
Après d'autres interventions télévisuelles et quelques rares rôles au cinéma : le film de science fiction Top chronos, la comédie qui a rencontré un certain succès aux États-Unis, Barbershop et une brève apparition dans Ma sorcière bien-aimée, on le retrouve en 2007, en tant qu'acteur principal de la comédie romantique Comment garder son homme aux côtés de Vivica A. Fox.
En 2008, il joue dans la comédie dramatique de Peter Coyote, Race, passée inaperçue ainsi que le drame indépendant Broken Windows.
Entre 2006 et 2009, l'acteur enchaîne : les interventions sur le petit écran dans des séries installées et à succès (Dr House, Urgences, Les Experts : Miami) et ensuite les déceptions en jouant dans What About Brian jusqu’à Les Mystères d'Eastwick en passant par Eli Stone.

#### Les années 2010
Passage au premier plan, retour télévisuel remarqué et rôles réguliers :

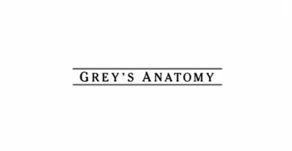
Logo de la série télévisée Grey's Anatomy.

En 2010, il décroche le rôle du Dr Ben Warren dans la série dramatique et médicale, à succès, Grey's Anatomy. Cette série rencontre un succès fulgurant, critique et publique. L'ensemble du casting, a été récompensé, notamment, lors des Screen Actors Guild Awards et des Satellite Awards dans la catégorie meilleure distribution.
Il joue le Dr Ben Warren qui vit une histoire d'amour avec le personnage de Miranda Bailey, présente depuis le début de la série. Son personnage intervient de manière récurrente, de la sixième à la onzième saison, avant de rejoindre la distribution principale, à partir de la douzième saison.
Après un second rôle dans la comédie romantique Love Coach (2012), portée par Gerard Butler et Catherine Zeta-Jones, il décroche un rôle principal, en 2013, dans la série estivale Mistresses et il obtient également un rôle récurrent dans la première saison de la série fantastique Witches Of East End, jouant le petit ami de Rachel Boston.
Mistresses est une série dramatique qui suit un groupe d'amies composé de quatre femmes, basée sur la série anglaise du même nom. Elle dure quatre saisons, durant lesquelles Jason George sera membre de la distribution principale durant les deux premières, puis invité pour les deux dernières, jusqu'en 2016.
En 2017, il joue dans le thriller Kidnap produit et joué par l'oscarisée Halle Berry. Le film raconte le périple d'une femme, dont le fils vient d'être enlevé dans un centre commercial, qui se met à la poursuite des ravisseurs afin de le récupérer. Cette production connaît un certain succès et accumule plus de 25 millions de recettes, au moment de sa présentation au Festival du cinéma américain de Deauville.
10 ans après le film The Box, Jason George retrouve Gabrielle Union pour un autre thriller, cette fois-ci produit par l'actrice, Breaking In, qui sort en 2018,. À partir de cette-année, il porte la deuxième série dérivée de Grey's Anatomy, intitulée Station 19, qui est notamment centrée autour de son personnage Ben Warren en tant que pompier. Il joue également dans le drame de guerre Indivisible, produit et porté par son ancienne partenaire de jeu de Seattle Grace Hospital, Sarah Drew mais aussi Justin Bruening.

### Vie privée
Depuis le 10 juillet 1999, il est marié à Vandana Khanna. Le couple a eu trois enfants.

## Filmographie

### Cinéma

#### Courts métrages
- 2003 : Straighten Up America de Brennan Howard : Dennis
- 2005 : Good Vibrations de Carla Banks-Waddles : Carl
- 2013 : Killing Vivian de Mandy Fabian : Kevin
- 2016 : Sunday de James Savoca : Todd Morgan

#### Longs métrages
- 1998 : Le Témoin du Mal (Fallen) de Gregory Hoblit : une personne au collège
- 1999 : Jigsaw de Paul Shoebridge : Un boxeur -directement sorti en vidéo-
- 2002 : The Climb de John Schmidt : Derrick Williams
- 2002 : Top chronos de Jonathan Frakes : Richard
- 2002 : Barbershop de Tim Story : Kévin
- 2005 : Ma sorcière bien-aimée de Nora Ephron : présentateur sur E!
- 2006 : You Did What? de Jeff Morris : Ben
- 2007 : The Box de A.J. Kparr : Kirby Ferguson
- 2007 : Comment garder son homme (Three Can Play That Game) de Samad Davis : Byron Thompson
- 2008 : Race de Peter Coyote : Luke Harrison
- 2008 : Broken Windows de Tony Hickman : Walt
- 2012 : Love Coach de Gabriele Muccino : Chip Johnston
- 2016 : Stars in Shorts: No Ordinary Love de Tessa Blake, Mandy Fabian, Brad Hall, Boman Modline et Matthew Modline : Kevin
- 2017 : Kidnap de Luis Prieto : David
- 2018 : Indivisible de David G. Evans : Michael Lewis
- 2018 : Breaking In de James McTeigue : Justin Russell

### Télévision

#### Téléfilms
- 2009 : Inside the Box de Mark Tinker : Kyle Chisolm
- 2015 : With this Ring de Nzingha Stewart : Sean

#### Séries télévisées
- 1997-1999 : Sunset Beach : Michael Bourne (352 épisodes)
- 1998-1999 : Moesha : Channing Lawrence (saison 4, épisodes 05 et 21)
- 2000 : Roswell : Agent Matheson (saison 1, épisodes 21 et 22)
- 2000 : Arliss : Charlie Vergotti (saison 5, épisode 09)
- 2000 : Girlfriends : Charles (saison 1, épisode 01)
- 2000-2001 : Titans : Scott Littleton (12 épisodes)
- 2001 : Friends : le pompier (saison 7, épisode 12)
- 2001-2002 : Off Centre, appartement 6D / Sexe et Dépendances : Nathan 'Status Quo' (27 épisodes)
- 2002 : Jeremiah : Kwame (saison 1, épisode 16)
- 2002 - 2003 : Half and Half : Miles (saison 1, épisodes 03 et 14)
- 2003 : Abby (en) : Ted (saison 1, épisode 04)
- 2003 : Spy Girls : Sammy August (saison 1, épisode 14)
- 2003 : Boomtown : Thomas Paltrow (saison 2, épisode 02)
- 2003-2006 : Eve : J.T. Hunter (66 épisodes)
- 2004 : Platinum (en) : Jackson (saison 1, épisodes 01, 03, et 04)
- 2005 : FBI : Portés disparus : Adisa Teno (saison 3, épisode 23 - saison 4, épisode 01)
- 2005-2006 : Stargate SG-1 : Jolan (saison 9, épisodes 08 et 11)
- 2006-2007 : What About Brian : Jimmy (saison 2, 18 épisodes)
- 2007 : Shark : Ray Harkin (saison 1, épisode 11)
- 2007 : Dr House : Brock Hoyt (saison 3, épisode 11)
- 2007-2008 : Urgences : Ethan Mackiner (saison 14, épisodes 7 et 11)
- 2008-2009 : Eli Stone : Keith Bennett (20 épisodes)
- 2009 : Les Experts : Miami : Steve Bowers (saison 8, épisode 01)
- 2009-2010 : Les Mystères d'Eastwick : Max Brody (6 épisodes)
- 2010 : Desperate Housewives : Edgar (saison 7, épisode 23)
- 2011 : The Closer : L.A. enquêtes prioritaires : Marvin Evans (saison 7, épisode 15)
- 2011 : Against the Wall : Tony Miles (saison 1, épisodes 5, 9 et 13)
- 2011 : Castle : Charles Kelvin (saison 3, épisode 22)
- 2011 : Off the Map : Urgences au bout du monde : Dr Otis Cole (13 épisodes)
- 2013-2016 : Mistresses : Dominic Taylor (principal saisons 1 et 2, invité saisons 3 et 4 - 28 épisodes)
- 2013 : Witches of East End : Adam Noble (saison 1, 5 épisodes)
- 2013-2014 : Hit the Floor : Michael Russell (saison 1, épisode 10 - saison 2, épisodes 02, 03 et 04)
- 2015 : CSI: Cyber : Colin Vickner (saison 1, épisodes 2 et 9)
- 2015 : Laura : Gary / Dr Bernard (saison 2, épisodes 7 et 11)
- depuis 2010 : Grey's Anatomy : Dr Benjamin « Ben » Warren (rôle récurrent saisons 6 à 11 - principal depuis la saison 12 - en cours)
- depuis 2018 : Grey's Anatomy : Station 19 : Benjamin « Ben » Warren (rôle principal)

### Producteur
- 2016 : 22e cérémonie des Screen Actors Guild Awards
- 2017 : 23e cérémonie des Screen Actors Guild Awards

## Voix françaises
En France, Denis Laustriat, est la voix française régulière de Jason George.

## Distinctions

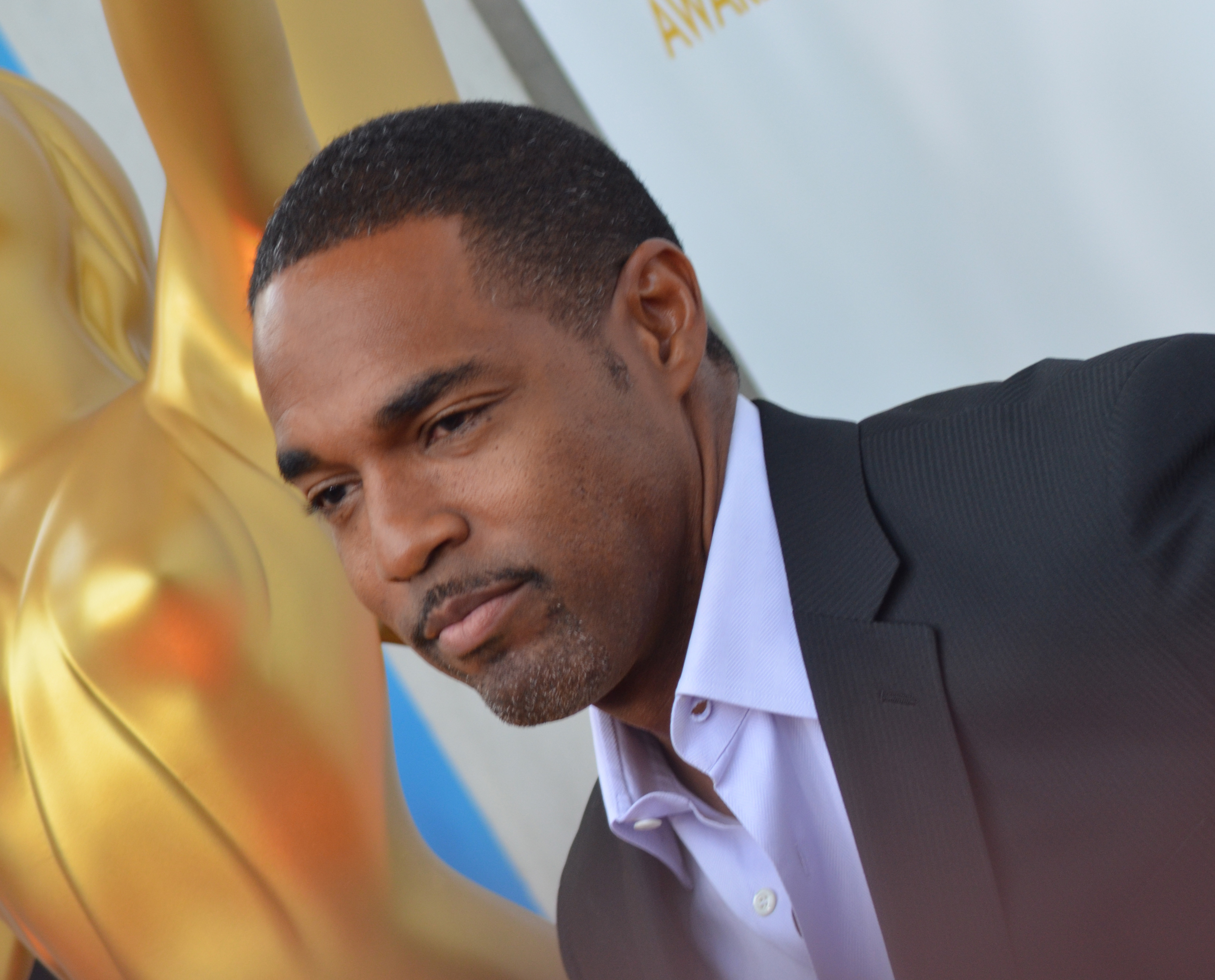
Lors des College Television Awards 2016.

Sauf indication contraire, les informations mentionnées dans cette section peuvent être confirmées par la base de données cinématographiques IMDb,  présente dans la section « Liens externes ».

### Nominations
- Daytime Emmy Awards 1999 : Meilleur jeune acteur dans une série télévisée dramatique pour Sunset Beach